# Marjorie Boulton
'Marjorie Boulton (ur. 7 maja 1924, zm. 30 sierpnia 2017) – brytyjska literaturoznawczyni, pisarka i poetka, esperantystka.

## Życiorys
Studiowała na Uniwersytecie Oksfordzkim, gdzie uzyskała doktorat z literaturoznawstwa. Nauczała w college'u nauczycielskim, a następnie była jego dyrektorem przez 24 lata. W 1949 nauczyła się Esperanto. Zaczęła pisać w tym języku na konkursy literackie. Pierwszy tomik poezji esperanckiej Kontralte opublikowała w 1955. W 1960 wydała biografię Ludwika Zamenhofa Zamenhof, Creator of Esperanto (wydanie esperanckie w 1962). Była przewodniczącą dwóch organizacji esperanckich Oxford and District Esperanto Society i Kat-amikaro. W 1967 wybrana na członka Akademio de Esperanto instytucji językowej, której zadaniem jest ochrona fundamentu i kontrola rozwoju języka
esperanto.
Swoje prace literaturoznawcze publikowała po angielsku.
Zmarła 30 sierpnia 2017 roku.

## Twórczość

### Publikacje w Esperanto
- Kontralte 1955
- Kvarpieda kamarado 1956
- Cent ĝojkantoj 1957
- Eroj kaj aliaj 1959
- Virino ĉe la landlimo 1959
- Zamenhof, aŭtoro de Esperanto 1962
- Dek du piedetoj 1964
- Okuloj 1967
- Nia sango: teatraĵo por ok personoj 1970
- Ni aktoras: tri komedietoj 1971
- Rimleteroj korespondaĵoj kun William Auld 1976
- Poeto fajrokora: la verkaro de Julio Baghy 1983
- Faktoj kaj fantazioj 1984
- Ne nur leteroj al plum-amikoj: Esperanta literaturo – fenomeno unika 1984
- Du el 1985

### Literaturoznawstwo
- Anatomy of Drama 1968
- Anatomy of Poetry 1968
- Anatomy of Language 1968
- The Anatomy of the Novel 1991
- Reading for Real Life Macmillan 1971
- The Anatomy of Literary Studies: An Introduction to the Study of English Literature 1980

### W języku polskim
- Szantaż: powieść kryminalna (tyt. oryg. Subjects for Blackmail), z ang. tł. Zofia Krajewska, Katowice: "Śląsk" 1960[6]
- List zza grobu: powieść kryminalna (tyt. oryg. Dead letter), z ang. tł. Zofia Krajewska, Katowice: "Śląsk" 1959[7], wyd. 2 1989[8]